# لو كوريا
لو كوريا (بالإنجليزية: Lou Correa)‏ هو سمسار العقارات وسياسي أمريكي، ولد في 24 يناير 1958 في آناهايم في الولايات المتحدة. نشط حزبياً في الحزب الديمقراطي.

## مناصب
- في انتخابات مجلس النواب الأمريكي 2016، انتخب عضو مجلس النواب الأمريكي عن دائرة California's 46th congressional district [الإنجليزية]‏ وقد انضم خلال فترته النيابية [الإنجليزية]‏ (3 يناير 2017 – 3 يناير 2019)  للكتلة البرلمانية الحزب الديمقراطي.
- انتخب عضو مجلس النواب الأمريكي (2017 – ).
- انتخب عضو  [لغات أخرى]‏ (2005 – 2006).
- انتخب عضو مجلس ولاية كاليفورنيا (2006 – 2014).
- انتخب عضو جمعية ولاية كاليفورنيا (1998 – 2004).

## وصلات خارجية
- الموقع الرسمي